# 182-й окремий батальйон матеріального забезпечення (Україна)
182-й окремий батальйон матеріального забезпечення (182 ОБМЗ, в/ч А1461) — підрозділ матеріального забезпечення Збройних сил України. Входив до складу Тилу Збройних Сил України.

## Історія
Після розпаду СРСР у 1992 році 777-й окремий автомобільний батальйон увійшов до складу Збройних сил України. Військовослужбовці частини склали присяга на вірність Україні.
Військова частина забезпечувала у Західних регіонах держави усі широкомаштабні комплексні навчання, які проводилися у рамах Збройних Сил, зокрема військові навчання «Артерія-2007» та «Взаємодія-2010». Починаючи з 2002 року військова частина сім разів визнавалася кращою спочатку (2002-2006 роки) «Передовою військовою частиною тилу Західного оперативного командування», потім (2008 рік) «За перше місце серед військових частин Командування сил підтримки Збройних Сил України», а в 2010 році як «Краща військова частина автотранспортного управління Тилу Збройних Сил України». Віддаючи шану професіоналізму та зважаючи на значні успіхи особового складу військової частини, наказом командувача Західного ОК вимпел «Передова військова частина» у 2006 році залишився на вічне зберігання у бережанському полку.
З 2014 року по теперішній час, військова частина виконує поставлені їй бойові завдання щодо стримування та відсічі російських загарбників на всій території України.

## Структура
- управління;
- автомобільна рота підвозу боєприпасів;
- автомобільна рота підвозу пального;
- автомобільна рота підвозу продовольства, речового та військово-технічного майна.

## Командири
- полковник Анатолій Королюк;
- підполковник/полковник Ярослав Гроссу;
- підполковник/полковник Сергій Фортельний;
- підполковник Юрій Мельник;
- підполковник Володимир Велігоша (з 2018- по т.ч.)